# Cardet
Cardet település Franciaországban, Gard megyében. Lakosainak száma 922 fő (2022. január 1.). Cardet Cassagnoles, Lédignan, Lézan, Massanes, Ribaute-les-Tavernes és Saint-Jean-de-Serres községekkel határos.

## Népesség
A település népességének változása:
| Lakosok száma | 542  | 503  | 569  | 788  | 844  | 859  | 871  | 900  | 905  | 922  |
|               | 1968 | 1982 | 1990 | 2006 | 2013 | 2015 | 2017 | 2019 | 2020 | 2022 |